# الکسیناچکی بویمیر
الکسیناکی بوجمیر (به لاتین: Aleksinački Bujmir}} یک روستا در صربستان است.